# Protoneura amatoria
Protoneura amatoria är en trollsländeart som beskrevs av Philip Powell Calvert 1907. Protoneura amatoria ingår i släktet Protoneura och familjen Protoneuridae. IUCN kategoriserar arten globalt som livskraftig. Inga underarter finns listade i Catalogue of Life.